# Мурянка, Пётр
Пётр Мурянка (русин. Петро Мурянка, пол. Petro Murianka, настоящее имя Пётр Трохановский, русин. Петро Трохановскій, пол. Piotr Trochanowski; 10 августа 1947, село Пархово, Бытувский повят, Поморское воеводство, Польская Народная Республика) — лемковский поэт, писатель, общественный и церковный деятель, журналист.

## Биография
Родился в лемковской семье, выселенной в ходе акции «Висла» из села Белянка Горлицкого повята. Учился в строительном техникуме во Вроцлаве, затем в духовной православной семинарии при Христианской академии в Варшаве. Там он много времени проводил в библиотека, начал писать сам.
В 1973 году вернулся на историческую родину.
В 1970-х — 1980-х годах в лемковском ансамбле песни и пляски. Служил дьяком при православной церкви в Крынице. Первые рассказы появились на страницах «Нашего Слова» на украинском языке. В 1980-х годах вышло 3 книги его стихов. В Новом Санче вышел в 1983 году сборник его стихов «Сухий бадиль» на лемковском языке и в переводе на польский язык. Сборник иллюстрировал Владислав Грабан, перевод и послесловие Здзислав Загадлувны. В 1984 году издательство УСКТ издало сборник его стихов «Мурянчыско». В 1989 году вышел сборник стихов «Як сокіл воды на камени». За эту книгу он был награждён премией Петака, став первым не-поляком, получившим её.
В 1983 году Трохановский стал одним из основателей фестиваля Лемковская Ватра, который был одним из первых проявлений возрождения русинов.
С 1992 года он был учителем Лемковского языка в Крынице, где он регулярно организовывал театральные представления на основе его собственной драматургических сочинениях. За работу с любительским молодёжным театром «Terka», удостоен звания «Заслуженный работником культуры» от польского Министерства культуры.
Подготовил и издал антологию русинской детской поэзии «Мамко, куп мі книжку» (1995).
В своих произведениях воспевает жизнь земляков-лемков, природу родного края. Занимает переводами со славянских языков на русинский. Пётр Трохановский также издаёт и редактирует ежегодный «Лемковский календарь», ежеквартальник «Антифон», газету «Бесїда» — орган «Стоваришыння Лемків» в Польше.
В 2001 году выходит сборник стихов «Планетникы», в которой он пишет об истории лемков — трагедии их насильственного изгнания со своей родины, но и возрождения культуры лемков в настоящее время. За эту книгу в 2002 году Мурянка стал лауреатом «премии им. Александера Духновича за русинскую литературу».

## Публикации
- Murianka, Petro; Graban, Volodislav; Zegadłówna, Zdzisława. Suchy badyl (неопр.). — Nowy Sącz: Sądecka Oficyna Wydawnicza, 1983.
- Trochanowski, Piotr. Jak sokół wodę z kamienia (неопр.). — Warsaw: Iskry, 1989. — ISBN 9788320711349.
- Trochanowski, Piotr[англ.]. Mamko kup mi knyzhku (неопр.). — Nowy Sącz: SOWy, 1995. — ISBN 9788385753308.
- Murianka, Petro. Planetnyky : davny i novy vershy (неопр.). — Stovarišynâ Lemkìv, 2001. — ISBN 9788390973043.
- «A Wisła dalej pzynie», 2007 (автобиографическая книга).
- Trochanowski, Piotr[англ.]. Panteon Zelenoi Lemkovyny = Panteon Zielonej Lemkowyny (неопр.). — Gorlytsi : Diecezjalny Ośrodek Kultury Prawosławnej "Elpis" w Gorlicach, 2008. — ISBN 9788391388457.